# Swiss Re
Schweizerische Rückversicherungs-Gesellschaft alternativt Swiss Reinsurance Company, kallas enbart Swiss Re, är ett schweiziskt multinationellt försäkringsbolag som främst erbjuder olika sorters återförsäkringar till kunder i 25 länder på samtliga kontinenter världen över. De är världens näst största återförsäkringsbolag efter nettopremieinkomster.
Företaget grundades 1863 i Sankt Gallen av bankerna Basler Handelsbank, Helvetia Allgemeinen och Schweizerische Kreditanstalt.
För 2019 hade de en omsättning på mer än 49,3 miljarder amerikanska dollar och en personalstyrka på omkring 14 500 anställda. Deras huvudkontor ligger i Zürich.

## Närvaro
De har närvaro i följande länder världen över.
| Afrika: - Sydafrika | Asien: - Hongkong, Kina - Indien - Israel - Japan - Kina - Malaysia - Singapore - Sydkorea | Europa: - Danmark - Frankrike - Italien - Luxemburg - Nederländerna - Schweiz - Slovakien - Spanien - Storbritannien - Tyskland | Nordamerika: - Barbados - Kanada - Mexiko - USA | Oceanien: - Australien | Sydamerika: - Brasilien |